# 5162 Piemonte
5162 Piemonte eller 1982 BW är en asteroid i huvudbältet som upptäcktes den 18 januari 1982 av den amerikanske astronomen Edward L.G. Bowell vid Anderson Mesa Station. Den är uppkallad efter den italienska regionen Piemonte.
Asteroiden har en diameter på ungefär 16 kilometer och den tillhör asteroidgruppen Eos.